# Premio Finlandia
Il Premio Finlandia (Finlandia-palkinto) è un premio letterario finlandese assegnato annualmente dalla Finnish Book Foundation.
Istituito a partire dal 1984, all'inizio era destinato a romanzi, raccolte di racconti e saggi, ma dal 1993 sono stati ammessi al riconoscimento solo i romanzi.
Destinato esclusivamente a cittadini finlandesi madrelingua o di lingua svedese (con una sola eccezione nelle nomination nel 2010), si articola in tre categorie: Miglior romanzo, Miglior saggio e Miglior libro per ragazzi.
Inizialmente scelto da una giuria di tre membri, dal 1993 è assegnato da una sola personalità finlandese appartenente al mondo della cultura o della politica.
A partire dal 2008, l'importo della somma assegnata al vincitore è di 30000 euro.
| Albo d'oro miglior opera di narrativa |                    |                                         |                            |                      |
| Anno                                  | Autore             | Titolo                                  | Traduzione                 | Assegnato da         |
| 1984                                  | Erno Paasilinna    | Yksinäisyys ja uhma                     |                            |                      |
| 1985                                  | Jörn Donner        | Far och son                             |                            |                      |
| 1986                                  | Sirkka Turkka      | Tule takaisin, pikku Sheba              |                            |                      |
| 1987                                  | Helvi Hämäläinen   | Sukupolveni unta                        |                            |                      |
| 1988                                  | Gösta Ågren        | Jär                                     |                            |                      |
| 1989                                  | Markku Envall      | Samurai nukkuu                          |                            |                      |
| 1990                                  | Olli Jalonen       | Isäksi ja tyttäreksi                    |                            |                      |
| 1991                                  | Arto Melleri       | Elävien kirjoissa                       |                            |                      |
| 1992                                  | Leena Krohn        | Matemaattisia olioita tai jaettuja unia |                            |                      |
| 1993                                  | Bo Carpelan        | Urwind                                  |                            | Kai Laitinen         |
| 1994                                  | Eeva Joenpelto     | Tuomari Müller, hieno mies              |                            | Tellervo Koivisto    |
| 1995                                  | Hannu Mäkelä       | Mestari                                 |                            | Maria-Liisa Nevala   |
| 1996                                  | Irja Rane          | Naurava neitsyt                         |                            | Aki Kaurismäki       |
| 1997                                  | Antti Tuuri        | Lakeuden kutsu                          |                            | Lassi Nummi          |
| 1998                                  | Pentti Holappa     | Ystävän muotokuva                       |                            | Liisamaija Laaksonen |
| 1999                                  | Kristina Carlson   | Maan ääreen                             |                            | Erkki Liikanen       |
| 2000                                  | Johanna Sinisalo   | Ennen päivänlaskua ei voi               |                            | Auli Viikari         |
| 2001                                  | Hannu Raittila     | Canal Grande                            |                            | Claes Andersson      |
| 2002                                  | Kari Hotakainen    | Juoksuhaudantie                         | Via della Trincea          | Lasse Pöysti         |
| 2003                                  | Pirkko Saisio      | Punainen erokirja                       |                            | Mervi Kantokorpi     |
| 2004                                  | Helena Sinervo     | Runoilijan talossa                      |                            | Jukka Sarjala        |
| 2005                                  | Bo Carpelan        | Berg                                    |                            | Paavo Lipponen       |
| 2006                                  | Kjell Westö        | Där vi en gång gått                     |                            | Jyrki Nummi          |
| 2007                                  | Hannu Väisänen     | Toiset kengät                           |                            | Kaisu Mikkola        |
| 2008                                  | Sofi Oksanen       | Puhdistus                               | La purga                   | Pekka Tarkka         |
| 2009                                  | Antti Hyry         | Uuni                                    |                            | Tuula Arkio          |
| 2010                                  | Mikko Rimminen     | Nenäpäivä                               | La giornata del naso rosso | Minna Joenniemi      |
| 2011                                  | Rosa Liksom        | Hytti nro 6                             | Scompartimento n. 6        | Pekka Milonoff       |
| 2012                                  | Ulla-Lena Lundberg | Is                                      |                            | Tarja Halonen        |
| 2013                                  | Riikka Pelo        | Jokapäiväinen elämämme                  |                            | Asko Sarkola         |
| 2014                                  | Jussi Valtonen     | He eivät tiedä mitä tekevät             |                            | Anne Brunila         |
| 2015                                  | Laura Lindstedt    | Oneiron                                 | Oneiron                    | Hector               |
| 2016                                  | Jukka Viikilä      | Akvarelleja Engelin kaupungista         |                            | Baba Lybeck          |
| 2017                                  | Juha Hurme         | Niemi                                   |                            | Elisabeth Rehn       |
| 2018                                  | Olli Jalonen       | Taivaanpallo                            |                            | Seppo Puttonen       |
| 2019                                  | Pajtim Statovci    | Bolla                                   | Gli invisibili             | Merja Ylä-Anttila    |
| 2020                                  | Anni Kytömäki      | Margarita                               |                            | Hannu Lintu          |
| 2021                                  | Jukka Viikilä      | Taivaallinen vastaanotto                |                            | Zaida Bergroth       |
| 2022                                  | Iida Rauma         | Hävitys: Tapauskertomus                 |                            | Mari Leppänen        |
| 2023                                  | Sirpa Kähkönen     | 36 uurnaa - Väärässä olemisen historia  |                            | Jorma Uotinen        |
|                                       |                    |                                         |                            |                      |